# Trestrimmig markekorre
Trestrimmig markekorre (Lariscus insignis) är en däggdjursart som först beskrevs av F. Cuvier 1821. Den ingår i släktet Lariscus och familjen ekorrar.

## Beskrivning
Pälsen på ovansidan är djupt orangebrun med tre breda, mörka strimmor längs ryggen från skuldrorna till svansroten. På undersidan är pälsen blekt gråaktig. Pälsen är tunn, och svansen är inte speciellt kraftig. Kroppslängden når upp till 23 cm, ej inräknat den upp till 14 cm långa svansen. Vikten når upp till 175 g.

## Utbredning
Denna ekorre förekommer i Sydostasien. Utbredningsområdet sträcker sig från södra Malackahalvön (Malaysia och södra Thailand) över Sumatra till Borneo och Java. Arten lever även på några mindre öar i regionen. Arten är sällsynt på Malackahalvön, medan populationen i Singapore får anses utdöd.

## Underarter
Catalogue of Life samt Wilson & Reeder (2005) skiljer mellan fem underarter:
- Lariscus insignis insignis (F. Cuvier, 1821) Förekommer på Sumatra och västra Java.[7]
- Lariscus insignis diversus (Thomas, 1898) Det är denna underart som förekommer på Borneo.[8]
- Lariscus insignis javanus (Thomas and Wroughton, 1909) Förekommer på västra Java. Pälsen på denna art har ett rödbrunt inslag, både på rygg- och buksida.[7]
- Lariscus insignis peninsulae (Miller, 1903) Förekommer på Malackahalvön.[7]
- Lariscus insignis rostratus (Miller, 1903) Förekommer på västra Sumatra och några mindre öar utanför kusten. Färgen är generellt mörkare, med svarta ryggstrimmor.[7]

## Ekologi
Trestrimmig markekorre kan gå upp till 1 500 meters höjd, men håller sig vanligtvis i låglänta områden under 500 meter. Habitatet är företrädesvis regnskogar, men den kan även förekomma i kulturskog. Arten är dagaktiv och mycket markbunden; den rör sig sällan högre än en meter över markytan. Ekorren gräver gärna ner sig i svalare jordlager under letandet efter föda. Denna består av rötter, fallfrukt och insekter. Bona inrättas gärna i murkna, fallna trädstammar.

## Bevarandestatus
IUCN kategoriserar arten globalt som livskraftig. Populationen minskar dock, utan att man kunnat identifiera några egentliga hot.